# Nick and Johnny

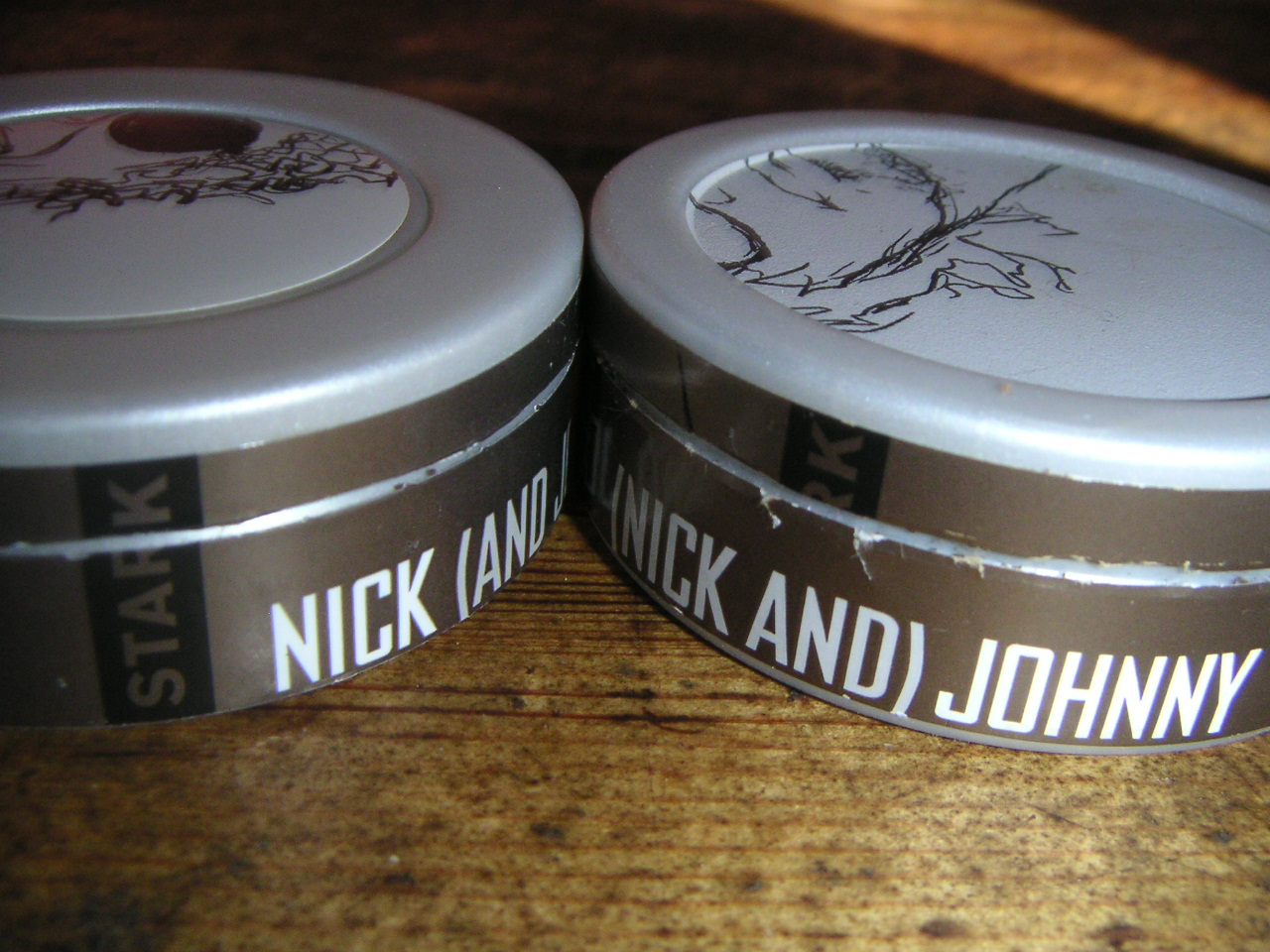
Nick and Johnny, portions och lössnus

Nick and Johnny är ett norskt snusmärke som marknadsförs av Swedish Match. Snuset lanserades i Norge 2006 och blev mycket populärt. År 2007 lanserades snuset även i Sverige. Snuset finns som portion, white eller lös. Tidigare såldes Nick and Johnny även som lössnus, men på grund av dålig efterfrågan så stoppades den produktionen/försäljningen. Enligt Swedish Match är den huvudsakliga målgruppen cigarettrökare då företaget hänvisar till en konsumentundersökning som visar att rökare helst vill ha starka snusorter. Nick and Johnny är bland annat smaksatt med rökarom och lakrits.